# Мария Гроздева
Мария Здравкова Гроздева-Григорова e българска състезателка по спортна стрелба, двукратен Олимпийски шампион.

## Биография
Родена е на 23 юни 1972 г. в град София. Със стрелба започва да се занимава на 11-годишна възраст. Неин треньор е Валентин Андреев. На 14 години покрива норматива за „Майстор на спорта“. Завършва Националната спортна академия със специалност спортна стрелба. Омъжва се за Валери Григоров, който е и неин личен треньор. Имат три деца.

### Спортни постижения
Олимпийски игри:
- Бронзов медал на пневматичен пистолет от летните олимпийски игри в Барселона през 1992 г.
- Бронзов медал на пневматичен пистолет от летните олимпийски игри в Атланта през 1996 г.
- Олимпийска шампионка на 25 м. малокалибрен пистолет от летните олимпийски игри в Сидни през 2000 г..
- Бронзов медал на пневматичен пистолет (10 м.) от летните олимпийски игри в Атина през 2004 г.
- Олимпийска шампионка в стрелба с пневматичен пистолет (25 м.) от летните олимпийски игри в Атина през 2004 г..

Европейско първенство: Шампион (8):
- Шампионка на спортен пистолет-девойки в (Зеница, Босна и Херцеговина, 1990)
- Шампионка на 25 м. въздушен пистолет в (Страсбург, Франция, 1994)
- Шампионка на 25 м. въздушен пистолет в (Вантаа, Финландия, 1995)
- Шампионка на 25 м. малокалибрен пистолет в (Кувола, Финландия, 1997)
- Шампионка на 25 м. малокалибрен пистолет в (Бордо, Франция, 1999)
- Шампионка на 25 м. малокалибрен пистолет в (Пилзен, Чехия, 2003)
- Шампионка на 10 м въздушен пистолет в (Прага, Чехия, 2009)
- Шампионка на 25 м. малокалибрен пистолет в (Осиек, Хърватска, 2009)
- Европейски първенства: 6 сребърни и 2 бронзови медали.

Световна купа:
- Шампионка на 25 м. малокалибрен пистолет в (Цюрих, Швейцария, 1998)
- Шампионка на 25 м. малокалибрен пистолет в (Бангкок, Тайланд, 2004)
- Вицешампионка на 10 м. въздушен пистолет в (Мюнхен, Германия, 1994)
- Вицешампионка на 10 м. въздушен пистолет в (Лугано, Швейцария, 1997)
- Бронзов медал на 25 м. малокалибрен пистолет в (Мюнхен, Германия, 1989)
- Бронзов медал на 25 м. малокалибрен пистолет в (Мюнхен, Германия, 1999)
- Бронзов медал на 25 м. малокалибрен пистолет в (Бангкок, Тайланд, 2008)
- 16 златни, 17 сребърни и 7 бронзови медали от стартове за Световната купа.

Световно първенство (най-добро класиране):
- 4-то място на 25 м. малокалибрен пистолет в (Лахти, Финландия, 2000)
- Притежателка на олимпийски и европейски рекорд на малокалибрен пистолет.

### Награди
- В Топ-10 при определяне на най-добър спортист на България за 1997, 1998, 1999, 2000 и 2003 г.
- Най-добър спортист на Балканите (анкетата на БТА) за 2004 г.
- Спортист №1 на България за 2004 г.
- Орден „Стара планина“ I степен „за изключително големите ѝ заслуги към Република България в областта на физическото възпитание и спорта“ (2010).